# Hanna Halmeenpää

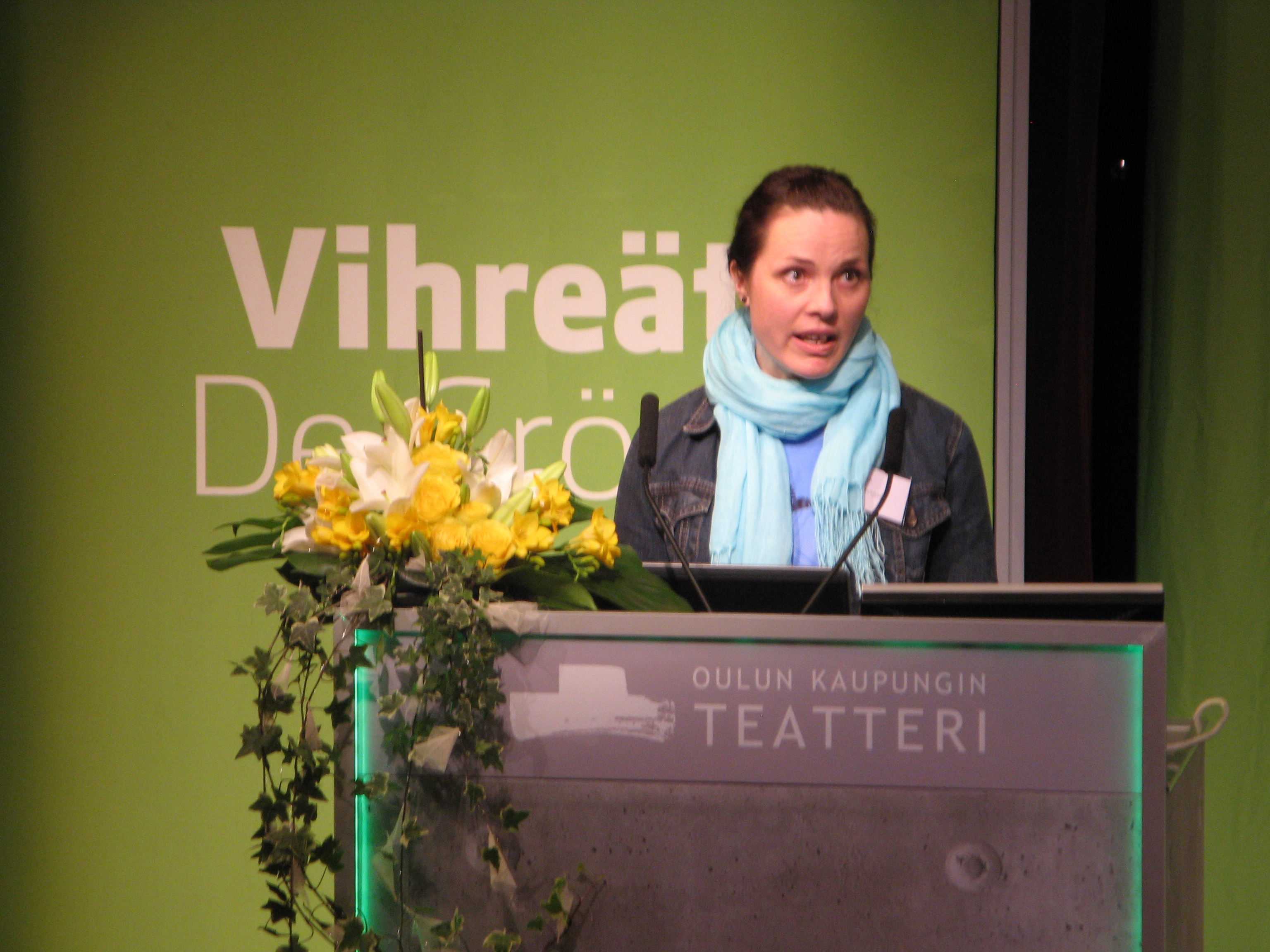

Hanna Maaret Halmeenpää, född 7 mars 1976 i Uleåborg, är finländsk lektor i biologi och geografi, filosofie magister på Uleåborgs universitet och riksdagsledamot. Hon är riksdagsledamot för Gröna riksdagsgruppen sedan 22 april 2015. Hon är gift och har tre barn.